# Carlo Margotti
Carlo Margotti (Alfonsine, 22 aprile 1891 – Gorizia, 31 luglio 1951) è stato un arcivescovo cattolico italiano.

## Biografia
Fu delegato apostolico in Turchia ed in Grecia dal 1930 al 1934 e contestualmente fu nominato arcivescovo titolare di Mesembria; curiosamente in tutte e tre queste cariche il suo successore fu Angelo Giuseppe Roncalli, futuro papa e santo.
Fu nominato poi arcivescovo di Gorizia e Gradisca, sede che era rimasta vacante dal 1931, dopo i contrasti tra il precedente arcivescovo, Francesco Borgia Sedej, di origine slovena, e le autorità fasciste. Come arcivescovo si adoperò in favore di tutta la popolazione durante la seconda guerra mondiale, subendo anche il carcere.

## Genealogia episcopale e successione apostolica
La genealogia episcopale è:
- Cardinale Scipione Rebiba
- Cardinale Giulio Antonio Santori
- Cardinale Girolamo Bernerio, O.P.
- Vescovo Claudio Rangoni
- Arcivescovo Wawrzyniec Gembicki
- Arcivescovo Jan Wężyk
- Vescovo Piotr Gembicki
- Vescovo Jan Gembicki
- Vescovo Bonawentura Madaliński
- Vescovo Jan Małachowski
- Arcivescovo Stanisław Szembek
- Vescovo Felicjan Konstanty Szaniawski
- Vescovo Andrzej Stanisław Załuski
- Arcivescovo Adam Ignacy Komorowski
- Arcivescovo Władysław Aleksander Łubieński
- Vescovo Andrzej Stanisław Młodziejowski
- Arcivescovo Kasper Kazimierz Cieciszowski
- Vescovo Franciszek Borgiasz Mackiewicz
- Vescovo Michał Piwnicki
- Arcivescovo Ignacy Ludwik Pawłowski
- Arcivescovo Kazimierz Roch Dmochowski
- Arcivescovo Wacław Żyliński
- Vescovo Aleksander Kazimierz Bereśniewicz
- Arcivescovo Szymon Marcin Kozłowski
- Vescovo Mečislovas Leonardas Paliulionis
- Arcivescovo Bolesław Hieronim Kłopotowski
- Arcivescovo Jerzy Józef Elizeusz Szembek
- Vescovo Stanisław Kazimierz Zdzitowiecki
- Cardinale Aleksander Kakowski
- Papa Pio XI
- Cardinale Luigi Sincero
- Arcivescovo Carlo Margotti

La successione apostolica è:
- Arcivescovo Andrea Cesarano (1931)
- Vescovo Timoteo Giorgio Raymundos, O.F.M.Cap. (1932)